# Saint-André-de-Messei
Saint-André-de-Messei is een gemeente in het Franse departement Orne (regio Normandië) en telt 537 inwoners (2005). De plaats maakt deel uit van het arrondissement Argentan.

## Geografie
De oppervlakte van Saint-André-de-Messei bedraagt 14,9 km², de bevolkingsdichtheid is 36,0 inwoners per km².
De onderstaande kaart toont de ligging van Saint-André-de-Messei met de belangrijkste infrastructuur en aangrenzende gemeenten.

## Demografie
Onderstaande figuur toont het verloop van het inwonertal (bron: INSEE-tellingen).